# Aouzoustrook

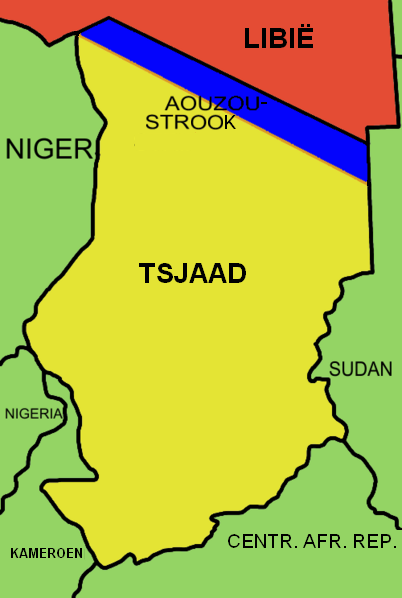
De Aouzoustrook werd van 1973 tot 1987 door Libië bezet

De Aouzoustrook (of Aozoustrook) is een gebied in het noorden van Tsjaad aan de grens met Libië. De strook leidde tot een oorlog tussen de twee landen.
De Aouzoustrook is rijk aan uranium en daarom – en om invloed in Tsjaad te krijgen – viel Libië in 1973 het gebied binnen. Libië baseerde deze claim op een niet-geratificeerd verdrag uit 1935 tussen Frankrijk en Italië, op dat moment de koloniale machthebbers in Tsjaad en Libië. In 1976 annexeerde Libië het gebied.
De grens die Tsjaad claimde was gebaseerd op een verdrag uit 1955 tussen Frankrijk en het in 1951 onafhankelijk geworden Libië. Dat verdrag greep terug op een overeenkomst uit 1898 tussen Frankrijk en Verenigd Koninkrijk over de invloedssferen in Afrika.
In 1987 gelukte het de Tsjadische troepen, onder leiding van de Franse strijdkrachten en met financiële hulp van de Amerikanen, de Libiërs tot een gedeeltelijke terugtocht te bewegen. Dit leidde tot een wapenstilstand en onderhandelingen. Uiteindelijk besloot het Internationale Gerechtshof in 1994 dat het gebied aan Tsjaad toebehoort. Na deze beslissing vertrokken de laatste Libische troepen.